# Huajhua
Huajhua (egyszerűsített kínai írással: 怀化市, pinjin: Huáihuà Shì) prefektúra szintű város Kínában, Hunan tartományban. Lakosainak száma 4 587 594 fő (2020).

## Népesség
| 2018 | 4 979 600 |
| 2020 | 4 587 594 |